# Vánoční kapr
Vánoční kapr je tradiční zdroj masa pro přípravu štědrovečerních pokrmů v České republice i v některých dalších zemích střední Evropy (Slovensko, Polsko, Rakousko, Alsasko). V Česku se nejčastěji připravuje jako obalovaný a osmažený s bramborovým salátem, z jeho částí se dělá tradiční polévka. Je s ním spojeno také několik českých vánočních tradic.

## Historie

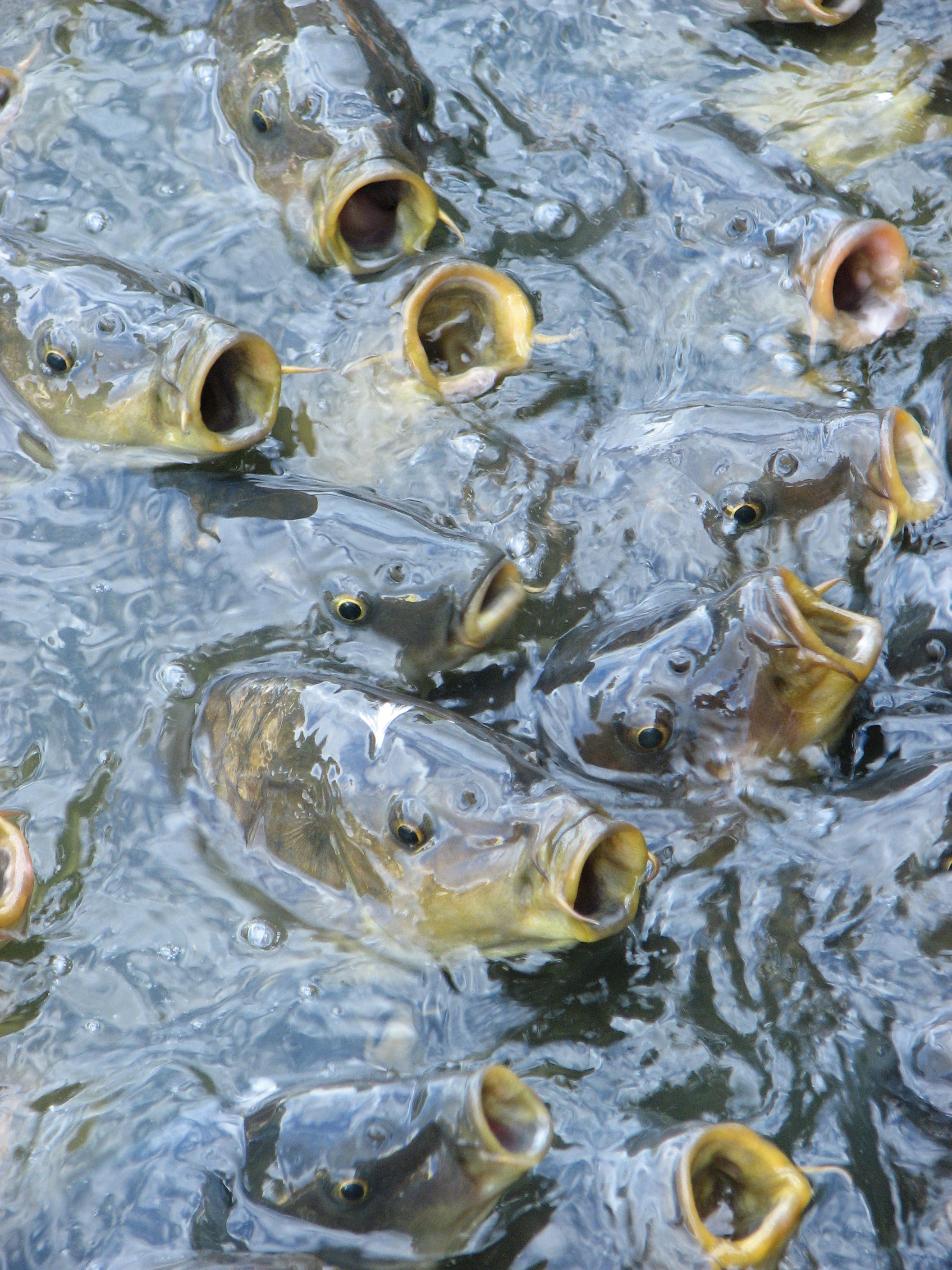
Vánoční kapři

Ryba byla tradičním symbolem křesťanství (Ichthys) a postním jídlem, proto se při klášterech od středověku zakládaly rybníky. Pojídání ryb o vánočních svátcích je doloženo v Českých zemích od 17. století, ale prostý lid tento zvyk moc nedodržoval. Vůbec nejstarší zmínka o kaprovi, pojídaném na Vánoce, se váže k roku 1253, kdy jej vlámský mnich Vilém z Rubruku jedl na dvoře mongolského chána Möngkeho, jehož manželka byla nestoriánská křesťanka.
| „                 | Nejprve se podávalo skopové a pak přišly na stůl veliké ryby, jimž se říká kapr. Z těch jsem jedl | “ |
| — Vilém z Rubruku |                                                                                                   |   |

Ke štědrovečerní hostině patřilo ve středověku a raném novověku hlavně množství chodů symbolizující hojnost, byť šlo většinou o jídla velmi prostá: zelná polévka (hlavně na východní Moravě), houbový kuba, pučálka (naklíčený a opražený hrách), muzika, na Moravě zvaná chamula (kaše ze sušeného ovoce), vánočka, vinná klobása; v bohatších rodinách se na Vánoce jedli hlemýždi. Ryba byla často na stole zastoupeně symbolicky pečivem ve tvaru ryby. Teprve v 19. století se v měšťanském prostředí prosadil kapr obecný jako jídlo, které běžně patří k těmto svátkům, podle Domácí kuchařky Magdaleny Dobromily Rettigové. Mezi venkovany a nižšími vrstvami obyvatelstva se tento zvyk rozšířil až po první světové válce. Zpočátku se podával v úpravách na modro (vařený ve zředěném octě nebo bílém víně s kořenovou zeleninou) či na černo (ve sladké omáčce z povidel a perníku), až po druhé světové válce získal největší oblibu kapr smažený, ačkoli samotný recept na smaženého kapra pochází již z 19. století. Důvodem byla finanční dostupnost kapra z velkochovů i dobová popularita smažených jídel. Podle průzkumů jedí na Štědrý večer kapra nebo jinou rybu asi dvě třetiny českých domácností.

## Prodej

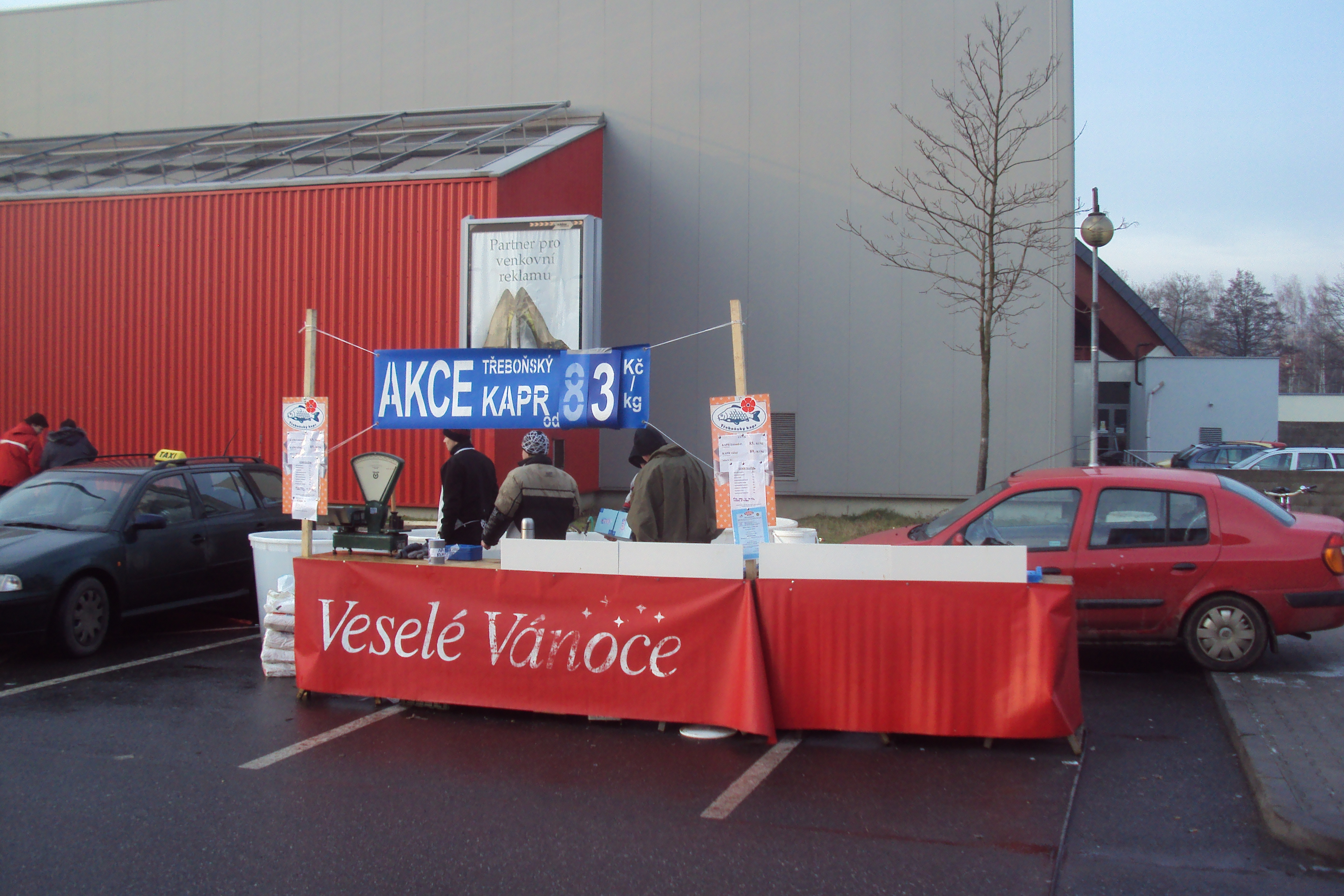
Vánoční pouliční prodej kaprů

V adventním období se na ulicích prodávají živé ryby v kádích. Lidé si je odnášejí domů a chovají ve vaně, nebo v jiných nádobách, do 24. prosince, aby bylo maso co nejčerstvější. Protože je ale manipulace s živou rybou náročná a v poměrně teplé, nedostatečně okysličené, chlorované vodě kapr často hyne, stále více zákazníků kupuje ryby už zabité a vykuchané. Rovněž z etického hlediska je vhodnější dát si kapra zabít už při koupi, než ho týrat přepravou a několikadenním držením v nevyhovujícím prostředí. Při pouličním prodeji často docházelo k podvodům a týrání ryb (jak o tom píše Ivan Klíma v knize Má veselá jitra nebo Jiří Krampol v povídce o prodejci kaprů,) takže je pod přísným dohledem potravinářské inspekce. Někteří lidé pod vlivem dojemné historky o bratřích Mánesových pouští koupené ryby zpět do řeky, „aby jim dali svobodu“. Odborníci však toto jednání neschvalují – vystresovaná ryba brzy hyne a může ještě nakazit infekčními chorobami divoké obyvatele řek. Pokud kapr při přepravě nebo ve vaně lekne, není ho nutné vyhodit. Pokud je včas (cca do dvou hodin po úhynu) vykuchán a očistěn, je jeho maso zdravotně nezávadné a stejně chutné, jako maso kapra zabitého.

## Příprava

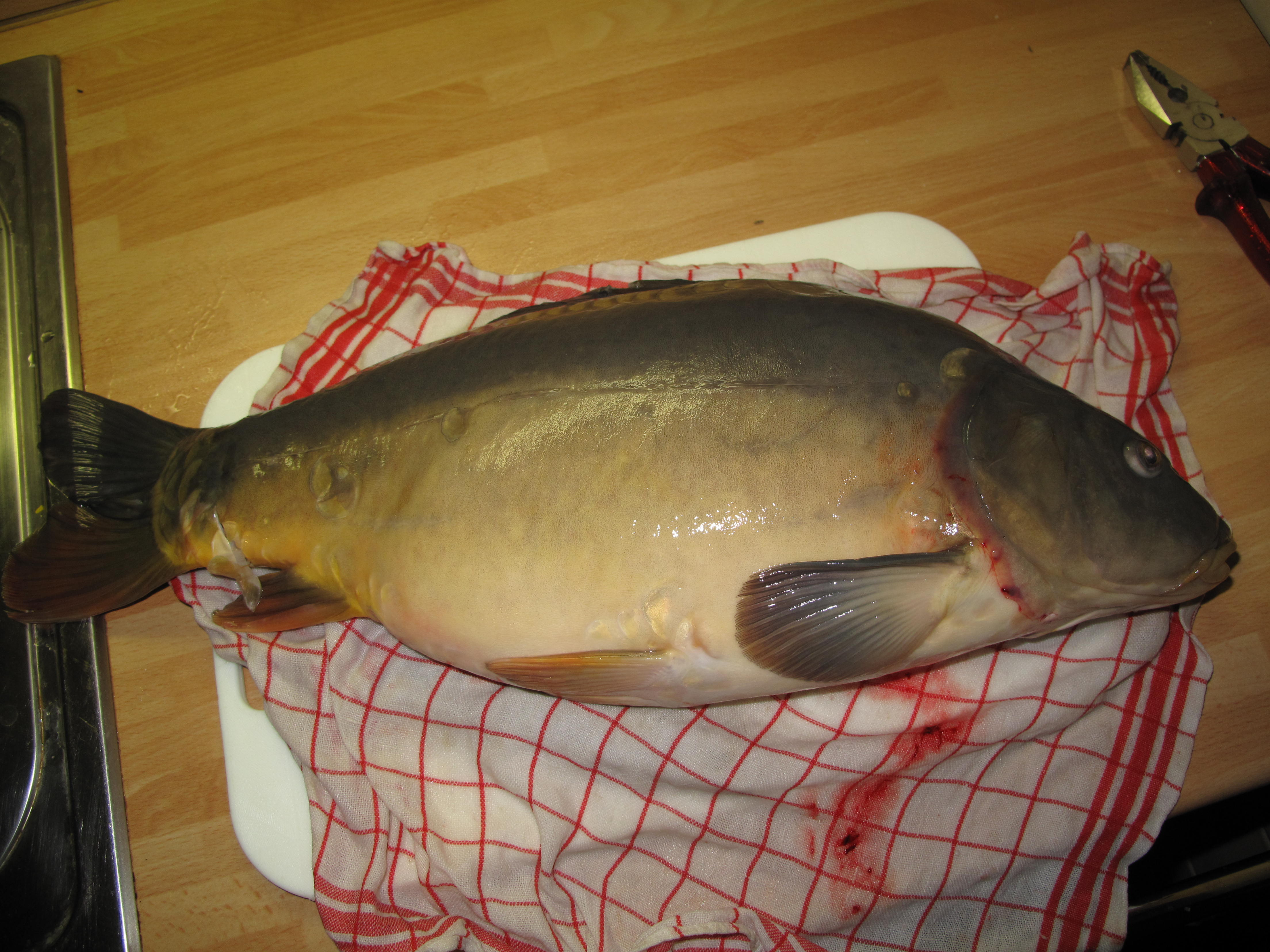
Kapr obecný

Recept na smaženého kapra pocházející z Rakouska uvádí již Magdalena Dobromila Rettigová, a od těch dob se prakticky nezměnil. Kapr se zbaví hlavy a ocasu (z těch se uvaří rybí polévka, podávaná v poledne či jako první chod večerní hostiny) a nakrájí příčně na podkůvky, které se obalí v trojobalu (mouka, vejce, strouhanka) a usmaží v oleji nebo sádle. Hotové řízky se ubrouskem zbaví přebytečného tuku a servírují se s citronem. Přílohou je tradičně studený bramborový salát z vařených brambor nakrájených na kostky, majonézy a nakládané zeleniny (okurka, hrášek, mrkev apod.). Zapíjí se pivem nebo bílým vínem. Pokud po Vánocích zbudou usmažené kapří řízky, je nejlepší je naložit do sladkokyselého nálevu, spolu s cibulí. Po několika dnech z kapra vznikne obdoba pečenáčů a jeho drobné svalové kůstky v octě změknou.
Dalším vánočním jídlem z kapra je kapr na černo, což je vařený kapr v husté sladkokyselé omáčce, obsahující sušené švestky, mandle, rozinky, mrkev, celer, smetanu, strouhaný perník a černé pivo. Podává se s knedlíkem nebo s chlebem. Tento recept má velmi starou tradici a jeho obdobu uvádí již Bavor Rodovský z Hustiřan ve své kuchařské knize z 16. století. V současné době se však pro složitost a poněkud nezvyklou chuť kapr na černo připravuje jen výjimečně.
Kromě smaženého kapra a kapra na černo je dalším tradičním receptem kapr na modro. V tomto receptu je kapr vařen spolu s kořenovou zeleninou a octem díky čemuž získá namodralou barvu.

## Zvyky

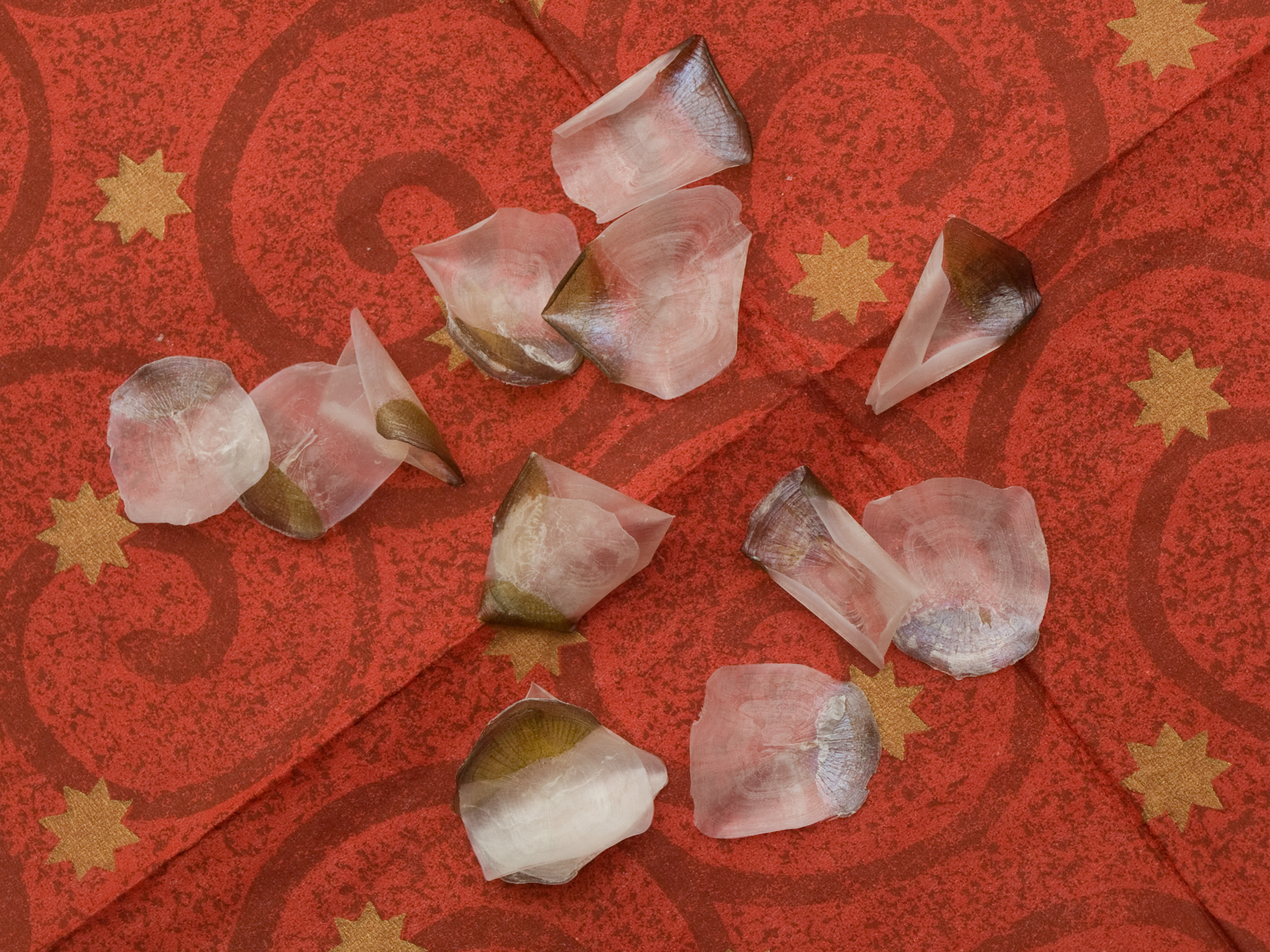
Kapří šupiny se dávají tradičně o štědrovečerní večeři pod talíř

Problémem při konzumaci kapra je množství kostí, které mohou uvíznout v krku. Tato typická vánoční nehoda je zdrojem mnoha písní a anekdot (někdo proto dává přednost rybímu filé). U drobnějších kostí pomáhá pozření měkkého chleba, který by měl být připraven. Na venkově se pak kosti zakopávají pod ovocné stromy, aby po celý následující rok dobře rodily.
Šupiny z kapra jsou symbolem bohatství, proto se před večeří umisťují pod talíře, případně se drží v dlani nebo dávají do peněženky.